# Esclavage dans l'Empire byzantin

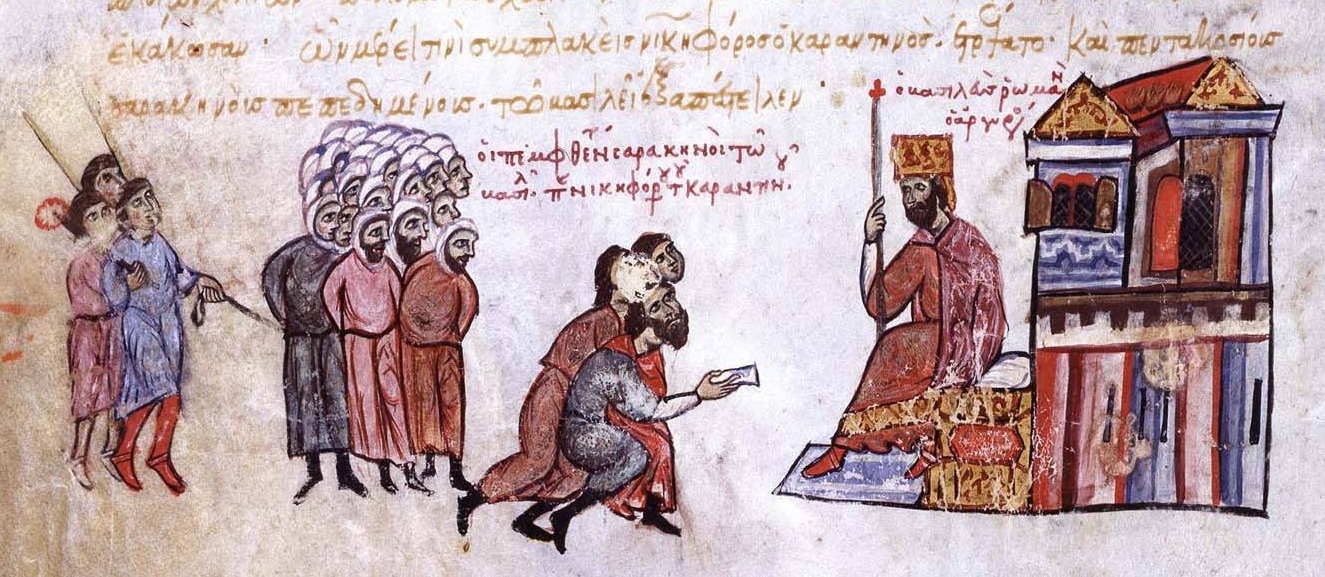
Arabes capturés, présentés devant l'empereur Romanos III

L'esclavage est une pratique courante au début de l'Empire romain et dans la Grèce classique. Il reste légal aux débuts de l'Empire byzantin, mais, sous l'influence du christianisme, il se transforme considérablement à partir du IVe siècle, les lois diminuant le pouvoir des propriétaires d'esclaves et améliorent les droits de ces derniers en restreignant le droit d'un maître d'abuser, de prostituer, d'exposer et d'assassiner des esclaves, de sorte que progressivement le statut évolue vers des formes de servitude personnelle.
L'esclavage devient rare après la première moitié du VIIe siècle, tandis que l'Empire est en net recul militaire face aux forces arabo-musulmanes, ce qui réduit drastiquement les prisonniers de guerre et donc les nouveaux esclaves. À partir du XIe siècle, les relations semi-féodales remplacent largement l'esclavage. Sous l'influence du christianisme, la vision de l'esclavage change : au Xe siècle, les esclaves sont considérés comme des citoyens potentiels (l'esclave comme sujet), plutôt que comme des biens ou des biens mobiliers (l'esclave comme objet ). L'esclavage est alors considéré par l'Église orthodoxe comme « un mal contre nature, créé par l'égoïsme de l'homme », même s'il reste légal.

## Sources des esclaves
L'asservissement des prisonniers de guerre pour en tirer profit est la première source de nouveaux esclaves dans l'Empire byzantin. Le Synopsis des Histoires mentionne qu'après la bataille d'Adrasos, de nombreux prisonniers de guerre sont envoyés à Constantinople. Ils sont si nombreux que le chroniqueur raconte - sans doute en exagérant un peu - qu'ils remplissent toutes les demeures et les régions rurales. La plupart des domestiques des grandes maisons byzantines sont des esclaves et sont très nombreux. Danielis de Patras, une riche veuve du IXe siècle, fait don de 3 000 esclaves à l'empereur Basile Ier. L'eunuque Basile Lécapène, Parakimomène sous le règne de Basile II, aurait possédé 3 000 esclaves et vassaux. Certains esclaves travaillent sur les propriétés foncières de leurs maîtres, qui déclinent plus tard.
Un historien arabe médiéval estime que 200 000 femmes et enfants sont réduits en esclavage après la reconquête byzantine de la Crète aux musulmans. Leurs parents vivant dans l'Empire byzantin, sont alors contraints de vendre leurs enfants pour payer leurs dettes, ce que les lois byzantines tentent en vain d'empêcher. Après le Xe siècle, l'origine majoritaire des nouveaux esclaves capturés change pour devenir Slave et Bulgare, qui résultent de campagnes dans les Balkans et des terres au nord de la mer Noire. Sur la rive orientale de l'Adriatique, de nombreux esclaves slaves sont exportés vers d'autres parties de l'Europe. Les esclaves sont l'un des principaux articles que les commerçants slaves (souvent vikings) traitent lors de leur visite annuelle à Constantinople. L'ancien mot grec "δοῦλος" (doulos) a obtenu un synonyme dans "σκλάβος" (sklavos), peut-être dérivé de la même racine que "slave".

## Vie sociale
L'esclavage est principalement un phénomène urbain, la plupart des esclaves travaillant dans des ménages. La "Loi Fermière" des VIIe/VIIIe siècles et le "Livre du Préfet" du Xe siècle traitent de l'esclavage. Les esclaves ne sont pas autorisés à se marier jusqu'à ce que ce soit autorisé par l'empereur Alexis Ier Comnène en 1095. Cependant, ils n'obtiennent pas la liberté s'ils l'ont fait. Les enfants d'esclaves restent esclaves même si le père est leur maître. Beaucoup d'esclaves sont enrôlés dans l'armée.
Le statut socio-économique des esclaves ne coïncide pas nécessairement avec leur statut juridique. Les esclaves des riches ont un niveau de vie plus élevé que les personnes libres pauvres. De plus, le système juridique rend avantageux pour les maîtres de les placer dans certaines positions économiques, telles que contremaîtres d'ateliers. Par exemple, un orfèvre accusé de commerce illicite d'or, s'il est esclave, pourrait être confisqué. S'il est libre, il serait fouetté et paierait une lourde peine dépassant la valeur d'un esclave. Ainsi, les maîtres nomment des esclaves comme contremaîtres d'atelier, où ils peuvent avoir autorité sur les ouvriers libres (misthioi, μίσθιοι).

## Eunuques
La castration est interdite, mais la loi est mal appliquée et les jeunes garçons sont souvent castrés avant ou après la puberté. Les eunuques (garçons et hommes castrés) sont commercialisés comme esclaves, à la fois importés et exportés de l'empire. La chercheuse Kathryn Ringrose dit qu'ils "représentent une catégorie de genre distincte, celle qui est définie par l'habillement, le comportement sexuel supposé, le travail, l'apparence physique, la qualité de la voix et, pour certains eunuques, l'affect personnel".
Les serviteurs eunuques sont parfois populaires. Les riches familles byzantines payent souvent des prix élevés pour ces esclaves, qu'elles acceptent parfois comme faisant partie du ménage. Les eunuques jouent un rôle important dans le palais et la cour byzantins où ils peuvent accéder à de hautes fonctions.

## Prix
Les marchés aux esclaves sont présents dans de nombreuses villes et villages byzantins. Le marché aux esclaves de Constantinople se trouve dans la vallée des Lamentations. A certaines époques le prix d'un enfant de 10 ans est de 10 nomismata, un castré du même âge en vaut 30. Un mâle adulte 20 et un eunuque adulte 50 nomismata.

## Recul de l'esclavagisme
Il est probable que le travail ordinaire dans les villes est conduit selon un système similaire à celui introduit par Dioclétien, selon lequel l'ouvrier est tenu de poursuivre une vocation héréditaire, mais reçoit un salaire et fournissait sa propre subsistance. C'est le système indiqué dans le "Livre du Préfet" du Xe siècle. La "loi des fermiers" des VIIe et VIIIe siècles montre le "colon" libre travaillant dans son village, et l'esclave travaillant sur le domaine du grand propriétaire terrien, mais les deux classes tendent à tomber dans la condition de serfs attachés au sol. Ainsi l'Empire byzantin marque une importante période de transition de l'esclavage au travail libre et au servage. L'empereur Justinien Ier (r. 527-565) entreprend une importante révision et codification du droit romain antique, notamment du droit sur l'esclavage. Il reconnaît que l'esclavage était un état non naturel de l'existence humaine et non une caractéristique de la loi naturelle. La loi justinienne retient le principe qu'un esclave est un bien, mais elle ne précise pas qu'un esclave est dépourvu de personnalité. Il supprime certaines lois sévères antérieures sur les esclaves. Par exemple, il donne aux esclaves le droit de plaider directement et personnellement pour leur liberté, et il déclare que le maître qui tue son esclave commet un meurtre.

## Esclaves célèbres
- Samonas (eunuque)
- André de Constantinople (saint homme)
- Zachas (soldat)
- Jean Axouch (soldat)